# Річард Коннор
Річард Коннор (англ. Richard Connor, 1 січня 1934 — 8 липня 2019) — американський стрибун у воду.
Призер Олімпійських Ігор 1956 року.